# Karen Ackoff
Karen B. Ackoff ist eine US-amerikanische Illustratorin und Professorin für New Media an der Indiana University South Bend (Indiana), USA und Entwicklerin der Schriftart Russell Oblique.

## Biografie

### Ausbildung
Ackoff begann ihre Ausbildung am Philadelphia College of Art, wo sie 1977 den akademischen Grad des Bachelor of Fine Arts (BFA) auf dem Gebiet der Illustration erwarb. 1985 erhielt sie den Master of Fine Arts (MFA) auf dem Gebiet der medizinischen Illustration vom Rochester Institute of Technology.

### Berufstätigkeit
Von 1987 bis 1997 war Ackoff als wissenschaftliche Illustratorin an der Smithsonian Institution, Washington, D.C., USA, tätig. Während dieser Zeit entwarf sie 1994 die Schrift Russell Oblique, eine Displayschrift mit Anklängen an Renaissance-Kursivschriften, welche nach ihrem Vater benannt ist, dem Organisationstheoretiker Russell Ackoff.